# Ulf Berg (näringslivsperson)
Ulf Erik Gösta Berg, född 6 september 1951 i Borås Gustav Adolfs församling i dåvarande Älvsborgs län, är en svensk ingenjör och näringslivsperson. 
Berg avlade 1975 civilingenjörsexamen i elektroteknik vid Chalmers tekniska högskola. Han har varit chef för olika enheter inom Ericsson, bland annat VD för Ericsson Microwave Systems och vice VD på Saab Ericsson Space. Han har även varit VD för holdingbolaget Ericsson AB som äger ett tiotal andra Ericssonbolag. Han var VD för Exportrådet 2004–2012 och från 2013 för Business Sweden, men avskedades samma år på grund av vidlyftiga representations- och konsultkostnader.
Ulf Berg är sedan 1972 gift med Else-Marie Johansson (född 1952).